# 方異𱮸
方異，北宋西南方蕃（“五姓蕃”之一）首领。
熙宁元年（1068年），他入朝向宋朝朝廷献方物，被授为静蛮军节度使。熙宁六年（1073年），方蕃与龙蕃、罗蕃、石蕃八百九十人入觐，上贡丹砂、毡、马等，宋神宗赐给他袍带、钱帛。其后每年都入贡。元丰以后，神宗以道路遐远，下诏五姓蕃五年一贡，规定贡奉人数，以平公私之扰。并让宋敏求编修《诸国贡奉录》，客省、四方馆修定礼仪。